# Friday’s Child (singel)
Friday’s Child – piosenka napisana przez S. Lee i D. Taylora, a wykonywana przez Willa Younga. Pochodzi z albumu o tym samym tytule i została wydana jako trzeci singel go promujący. Utwór zajął czwarte miejsce na liście UK Singles Chart.

## Lista utworów

### CD1
1. „Friday’s Child” (S. Lee/D. Taylor)
2. „Friday’s Child” (edycja radiowa)

### CD2
1. „Friday’s Child”
2. „Hey Ya!” (B. Andre)
3. „Friday’s Child” (mix)
4. „Friday’s Child” (wideo)

### Wydanie cyfrowe
1. „Friday’s Child” (na żywo z Wembley)